# Lunow-Stolzenhagen
Lunow-Stolzenhagen é um município da Alemanha, localizado no distrito Barnim, no estado de Brandemburgo.